# Horné Opatovce

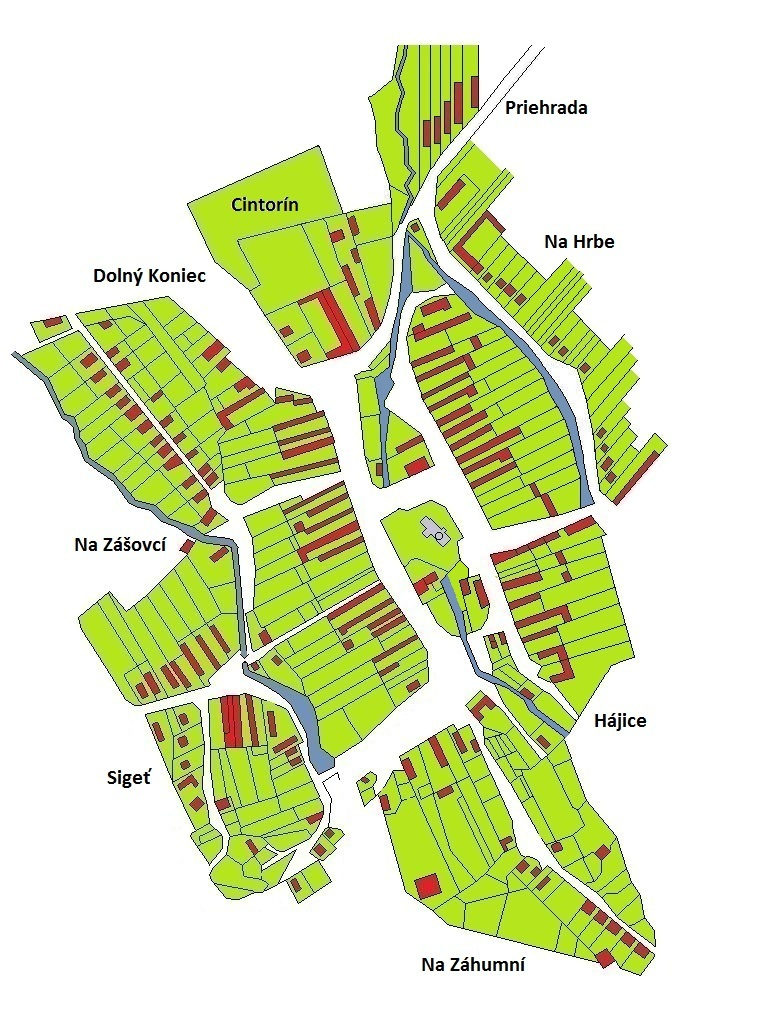
Dorfplan von Horné Opatovce

Horné Opatovce (deutsch Apfelsdorf an der Gran oder Opatdorf, ungarisch Felsőapáti) ist ein ehemaliges Dorf und heutige Katastralgemeinde von Žiar nad Hronom in der Mitte der Slowakei.

## Geographie
Der Standort des ehemaligen Dorfes liegt im Becken Žiarská kotlina nahe dem Fluss Hron am Hang der Schemnitzer Berge, auf einer Höhe von etwa 280 m n.m., etwa fünf Kilometer vom Stadtzentrum von Žiar nad Hronom entfernt.

## Geschichte

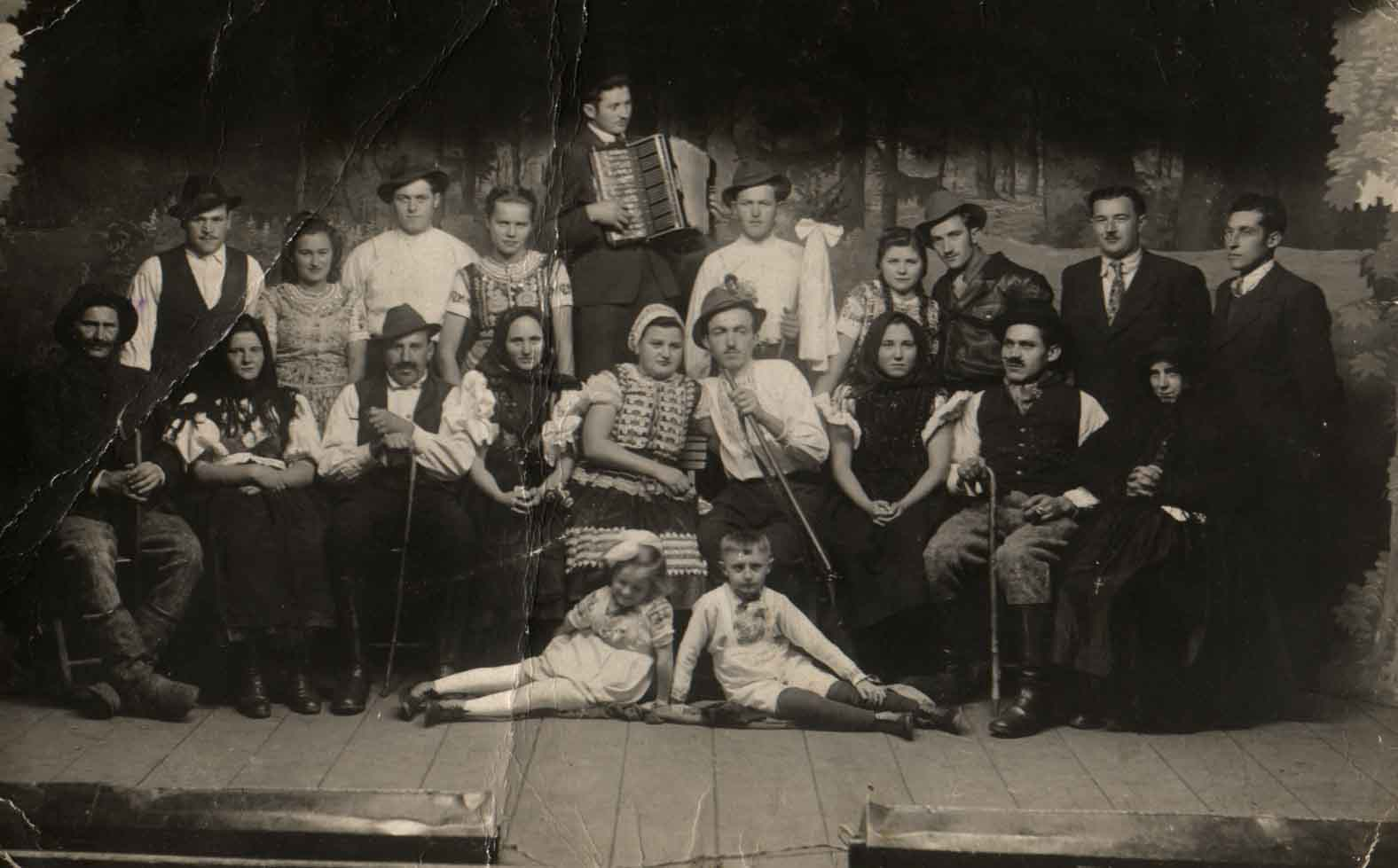
Theaterensemble von Horné Opatovce, 1944

Horné Opatovce wurde zum ersten Mal 1253 als terra Apathy de Grana schriftlich erwähnt und entstand auf einem seit dem Jahr 1075 der Abtei Hronský Beňadik gehörenden Gebiet. Aus dem 14. Jahrhundert sind die Bezeichnungen Epati (1332) und Maior Apati (1335) überliefert. 1538 ging das Dorf in den Besitz des Graner Kapitels über. 1720 hatte die Ortschaft eine Mühle, eine Gaststätte, einen Metzger sowie 53 Steuerpflichtige. 1828 zählte man 116 Häuser und 815 Einwohner, die in der Landwirtschaft beschäftigt waren.
Bis 1918 gehörte der im Komitat Barsch liegende Ort zum Königreich Ungarn und kam danach zur Tschechoslowakei beziehungsweise heute Slowakei.
Nach der Fertigstellung des Aluminiumwerks Závody Slovenského národného povstania im Jahr 1953, dem heutigen Slovalco, setzte ein langsamer Untergang ein. Durch herrschende Nordwinde wehten Emissionen und Asche direkt über das Dorf und die Umweltsituation verschlechterte sich zusehends. Waren zuerst Vieh, Bienen und Bäume betroffen, so waren später etliche Gesundheitsschäden an der Bevölkerung zu beobachten. Die tschechoslowakische Regierung ordnete 1960 im Beschluss Nr. 188 die Räumung der damals 228 Häuser und 1.380 Einwohner zählenden Gemeinde an; der Exodus lief über neun Jahre. Schließlich wurde Horné Opatovce am 31. Juli 1969 von der Landkarte ausgelöscht und das Gemeindegebiet der Stadt Žiar nad Hronom zugeschlagen.

## Heute

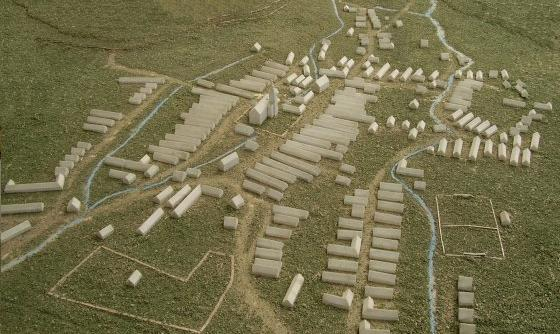
Miniaturmodell von Horné Opatovce

Die Einwohner des ehemaligen Dorfes wohnen zumeist in Žiar nad Hronom, aber auch überall in der ehemaligen Tschechoslowakei (Bratislava, Piešťany, Košice, Prag …). Von der Gemeinde Horné Opatovce sind nur die Kirche, das Schulgebäude und der Friedhof geblieben, am Standort befinden sich zudem Müllhalden.
Alle paar Jahre finden Treffen von ehemaligen Einwohnern statt; 1995 wurde ein Denkmal in der Form eines Miniaturmodells von Horné Opatovce errichtet.

## Kirche

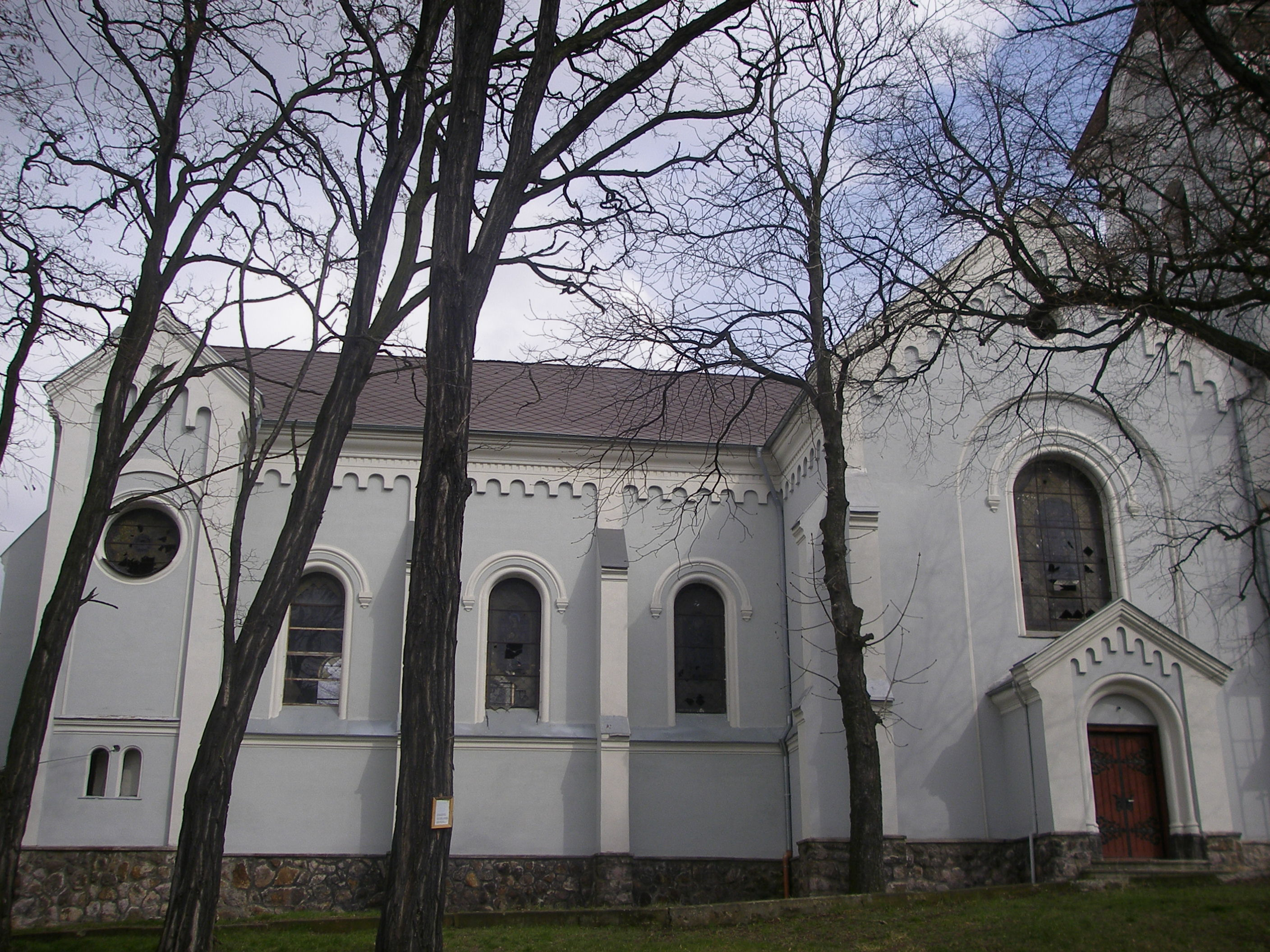
Laurentiuskirche

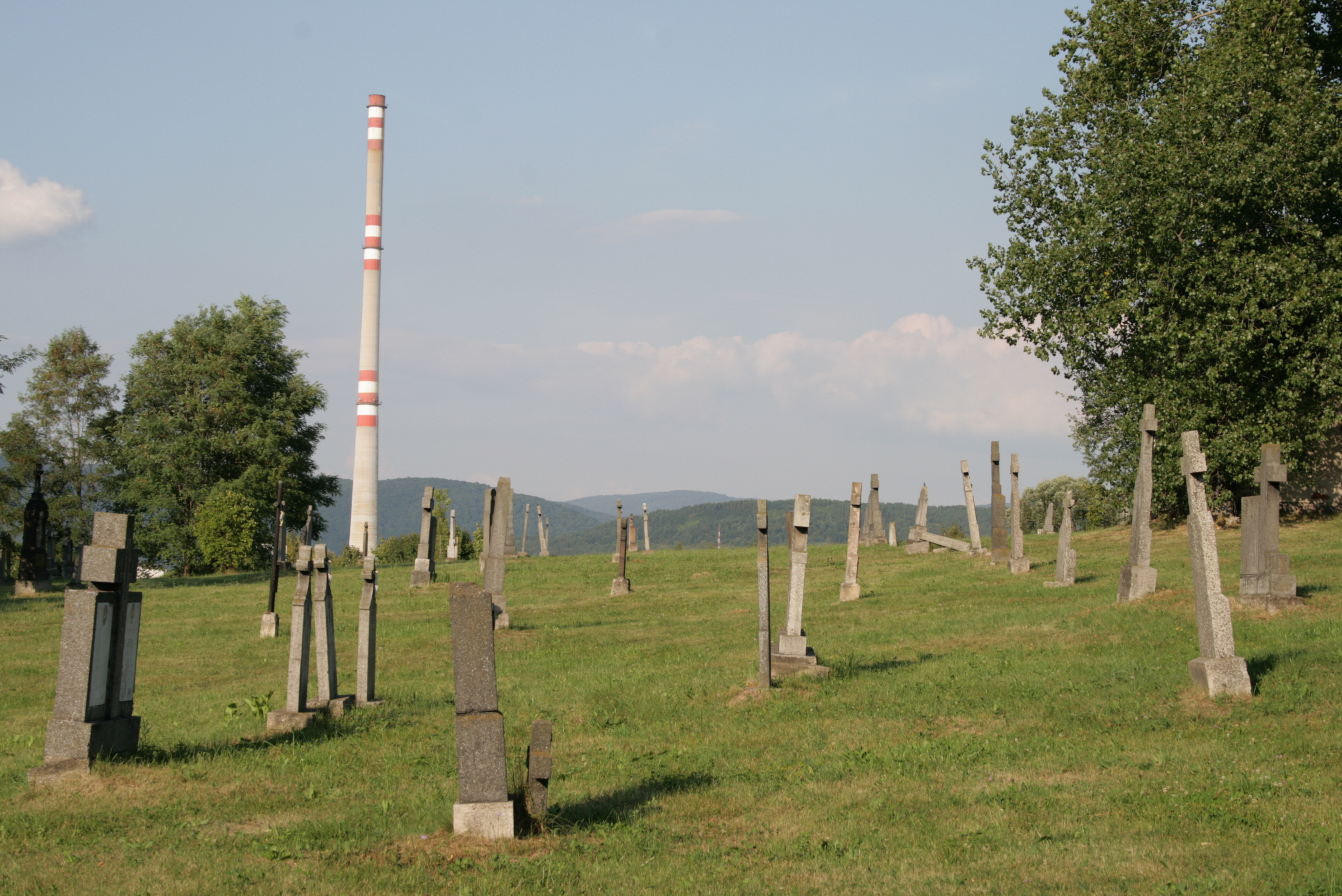
Friedhof

Am Standort der heutigen Kirche stand eine gotische Kirche, wahrscheinlich aus dem 15. Jahrhundert. Trotz mehrerer Erweiterungen war die Kapazität immer noch nicht ausreichend, daher wurde sie zum Anfang des 20. Jahrhunderts abgerissen und in den Jahren 1910–11 die heutige Laurentiuskirche (slowakisch Kostol svätého Vavrinca) im gemischten neogotischen und neoromanischen Stil errichtet. Sie hat den Grundriss eines Kreuzes, das Schiff ist 24 m lang, 8,55 m breit und 12 m hoch.
Die Kirche wurde 2010 saniert und ist in relativ gutem Zustand, allerdings ist die Ausstattung entweder verschoben oder ausgeraubt worden.